# 윌리엄 태넌
윌리엄 태넌(William Tannen, 1911년 11월 17일 ~ 1976년 12월 2일)은 미국의 배우, 텔레비전 배우이다.

## 영화
- 와이어트 어프 - 툼스톤으로 돌아오다 (1994년)
- 캐넌 목장 (1967년)
- 배트맨 (1966년)
- 추격 (1959년)
- 보난자 (1959년)
- 페리 메이슨 (1957년)
- 빗물 가득 (1957년)
- 감옥록 (1957년)
- 딜론 보안관 (1955년)
- 텍사스 결사대 (1955년)
- 와이어트 어프의 삶과 전설 (1955년)
- 주피터의 애인 (1955년)
- 용감한 린티 (1954년)
- 정글 보이 봄바 10 (1954년)
- 런 포 더 힐스 (1953년)
- 위험한 횡단 (1953년)
- 아이, 더 주어리 (1953년)
- 배드 앤 뷰티 (1952년)
- 스트립 (1951년)
- 쇼 보트 (1951년)
- 장갑차 강탈 (1950년)
- 애니 넘버 캔 플레이 (1949년)
- 론 레인저 - 49년 시리즈 (1949년)
- 테이크 미 아웃 투 더 볼 게임 (1949년)
- 바클레이스 오브 브로드웨이 (1949년)
- 어 소던 양키 (1948년) - 시크릿 서비스 에이전트 역
- 홈커밍 (1948년) - 에어라인 어텐던트 역
- 럭셔리 라이너 (1948년)
- 디스 타임 포 킵스 (1947년)
- 잇 해펀드 인 브룩클린 (1947년)
- 그레이트 모건 (1946년)
- 래시의 아들 (1945년)
- 애보트와 코스텔로 (1945년)
- 미트 더 피플 (1944년)
- 싸우잰드 치어 (1943년)
- 프레즌팅 릴리 마스 (1943년)
- 쉽 아호이 (1942년)
- 카이로 (1942년)
- 여성의 해 (1942년)
- 두 얼굴의 여인 (1941년)
- 빅 스토어 (1941년)
- 지킬 박사와 하이드씨 (1941년)
- 앤디 하디 미츠 드뷰탄트 (1940년)
- 브로드웨이 멜로디 오브 1940 (1940년)
- 팬텀 라이더스 (1940년)
- 뉴 문 (1940년)
- 더 아시스 폴리스 오브 1939 (1939년)
- 브로드웨이 세레나데 (1939년)
- 로잘리 (1937년)